# Jürgen Seier
Jürgen Seier (* 1947; † 10. Dezember 2016) war ein deutscher Jurist.

## Leben
Nach der Promotion in Bochum 1980 und Habilitation an der Universität Bochum 1987 wurde er 1991 Professor für Strafrecht und Strafprozessrecht in Köln.
Ab 1992 gehörte Seier den Justizprüfungsämtern an den Oberlandesgerichten Düsseldorf und Köln an. Er veröffentlichte didaktisch-pädagogische Beiträge und war Mitarbeiter des Lernbogens der Ausbildungszeitschrift Juristische Schulung (JuS).

## Schriften (Auswahl)
- Das Rechtsmittel der sofortigen Beschwerde gegen strafprozessuale Nebenentscheidungen. (§§ 464 Abs. 3 S. 1. StPO, 8 Abs. 3 S. 1 StrEG). Duncker & Humblot, Berlin 1984, ISBN 3-428-04751-6.
- Der Kündigungsbetrug. Zum Schutz der Wohnraummiete aus zivil- und strafrechtlicher Sicht. Carl Heymanns Verlag, Köln 1989, ISBN 3-452-21293-9.
- Die Anfängerklausur im Strafrecht. Zentrale Probleme des allgemeinen Teils in der Fallbearbeitung. Springer Fachmedien Wiesbaden, Berlin 2010, ISBN 978-3-540-68183-0.
- Verteidigung in Straßenverkehrssachen. Nomos Verlag, Köln 2012, ISBN 978-3-452-27627-8.
- mit Günter Kohlmann, Cornelius Nestler, Michael Walter, Susanne Walther, Thomas Weigend: Entwicklungen und Probleme des Strafrechts an der Schwelle zum 21. Jahrhundert.  Duncker & Humblot, Berlin 2004, ISBN 978-3-428-11324-8.